# Siraba Dembélé
Siraba Dembélé (n. 28 iunie 1986, în Dreux, Franța) este o jucătoare profesionistă de handbal care joacă pentru echipa națională a Franței.
Ea a participat la Campionatul Mondial din 2009, din China, unde a câștigat medalia de argint cu echipa Franței. Dembélé și coechipierele sale au repetat performanța și la Campionatul Mondial din 2011, desfășurat în Brazilia, de unde s-au întors cu o nouă medalie de argint.

## Biografie
Siraba Dembélé, născută la Dreux, Departamentul Eure-et-Loir, și-a petrecut copilăria în orășelul Saint-Lubin-des-Joncherets. Ea a început să joace handbal în echipa acestui orășel, Handball Club Vallée d'Avre, împreună cu sora sa, Kamion, sub îndrumarea antrenorului Alain Marchais. În 2002, ultimul an petrecut la echipa HCVA, Siraba a sărbătorit avansarea clubului în divizia N3.
În 2003, Siraba Dembélé pleacă pentru un an la clubul Dreux AC Handball, unde a fost colegă de echipă cu Anca Andrei,, iar anul următor ajunge în sfârșit să joace în handbalul mare francez, la Mérignac Handball, care evolua pe atunci în divizia D1. Dembélé va juca la Mérignac patru ani, apoi, în august 2008, din cauza problemelor financiare ale clubului, se transferă pentru un an la Issy les Moulineaux.
În 2009, mai multe jucătoare de bază ale clubului parizian părăsesc echipa: Allison Pineau, Cléopâtre Darleux, Sophie Herbrecht și Ines Khouildi. Siraba Dembélé pleacă și ea la Toulon Saint-Cyr Var Handball, alături de care va câștiga de trei ori Campionatul Franței.
În aprilie 2012, Dembélé a anunțat că, începând din sezonul 2012/13, nu își va reînnoi contractul cu Toulon și se va transfera la echipa daneză Randers HK. Clubul din Danemarca și-a prezentat noua jucătoare cu tricoul numărul 17.
În 2020 s-a transferat la CSM București.

## Palmares
Echipa națională1)
- Jocurile Olimpice:
  -  Medalie de argint: 2016

- Campionatul Mondial:
  -  Medalie de aur: 2017
  -  Medalie de argint: 2009, 2011

- Campionatul European:
  -  Medalie de aur:  2018
  -  Medalie de argint:  2020
  -  Medalie de bronz: 2016
  -  Medalie de bronz: 2006

- Campionatul Mondial pentru Tineret:
  -  Medalie de argint: 2012

Club
- Campionatul Franței:
  - Câștigătoare: 2010

- Cupa Franței:
  - Câștigătoare: 2011, 2012

- Campionatul Macedoniei de Nord:
  - Câștigătoare: 2014, 2015, 2016

- Cupa Macedoniei de Nord:
  - Câștigătoare: 2014, 2015, 2016

- Campionatul Rusiei:
  - Câștigătoare: 2017, 2018

- Cupa Rusiei:
  - Câștigătoare: 2017

- Liga Națională:
  - Câștigătoare: 2021

- Cupa României:
  - Câștigătoare: 2022

- Cupa EHF:
  - Câștigătoare: 2017

1) Siraba Dembélé a fost prima dată convocată la Echipa națională de handbal feminin a Franței pe data de 26 mai 2006, în meciul disputat împotriva Turciei, la Toulon.

## Distincții individuale
- Cea mai bună extremă stânga de la Campionatul Mondial: 2017[14]
- Cavaler al Ordinului Național de Merit: 1 decembrie 2016[15]
- Cea mai bună extremă stânga din Franța și a doua cea mai bună jucătoare din Franța: 2009
- Cea mai bună extremă stânga din Franța: 2008